# Marija Essen
Marija Moisiejewna Essen z d. Bercinska (ros. Мария Моисеевна Э́ссен (Берцинская), ur. 3 grudnia 1872 w Brześciu lub Samarze, zm. 4 lutego 1956 w Moskwie) – działaczka rosyjskiego ruchu rewolucyjnego.

## Życiorys
Ukończyła kursy pielęgniarek, brała udział w działalności kółek socjaldemokratycznych w Jekaterynosławia, Odessy, Charkowa, Samary i kijowskiego Związku Walki o Wyzwolenie Klasy Robotniczej. Od lutego 1898 działała w marksistowskich kręgach Jekaterynburga, gdzie zorganizowała pierwszą na Uralu nielegalną drukarnię. W czerwcu 1899 została aresztowana i zesłana do Olokminska (Jakucja) na 5 lat. W lutym 1902 zbiegła z zesłania i wyjechała za granicę do Genewy, gdzie stała się jedną z osób w otoczeniu Lenina, po powrocie do Rosji została członkinią petersburskiego komitetu „Iskry”. Po rozłamie w SDPRR była w stronnictwie bolszewików, we wrześniu 1903 została dokooptowana do KC SDPRR, w 1904 ponownie ją aresztowano, a w czerwcu 1905 zesłano do guberni archangielskiej na 5 lat, w drodze na zesłanie zbiegła. W 1905 została członkiem Petersburskiego, a w 1906 Moskiewskiego Komitetu SDPRR, w 1907 odeszła od działalności partyjnej. W 1917 została członkiem Tyfliskiej Rady Delegatów Robotniczych jako członkini grupy socjaldemokratycznych internacjonalistów, w 1920 wstąpiła do RKP(b), pracowała w organizacjach partyjnych Zakaukazia. Od 1925 zajmowała się w Moskwie działalnością naukowo-redakcyjną, w 1938 przyjęto ją do Związku Pisarzy ZSRR, w 1955 przeszła na emeryturę.